# Ermita de Santa Bàrbara (Llíria)
L' Ermita de Santa Bàrbara o Bàrbera de Llíria es va construir en 1620 i va estar a càrrec dels franciscans. Es troba en ruïnes ja que va ser destruïda durant les invasions napoleòniques. És interessant el seu calvari, del segle xix.

## Identificació
L'ermita de Santa Bàrbara la localitzem a la Secció 2a, béns de rellevància local de l'Inventari General del Patrimoni Cultural Valencià. Té com a codi el 46.11.147-011 i apareix amb la denominació “Ermita de Santa Bàrbara”. Pertany a les tipologies “edificis”-“edificis religiosos”-“esglésies”-“ermites”. És un monument d'interès local BRL.

## Localització
L'edifici es localitza en el tossal homònim de Santa Bàrbara, al nord de la localitat de Llíria a la comarca del Camp del Túria (Comunitat Valenciana).

## Tipologia
L'edifici consta d'una sola nau, que deu tindre uns 9 metres d'amplada i quasi 20 metres de llarg. Al llarg de les parets laterals, enderrocades, s'obrin uns cercles de formalet o de mig punt, on deurien estar els altars. Les pilastres adjuntes sobreïxen, conservant encara sòlides cornises, tot i que no queda res de la coberta. La nau s'eixampla fins a formar un ampli presbiteri, i la façana de darrer s'obri a la vall de Casinos, tot i que d'esta queden únicament les marques dels fonaments, estant completament retallada a la forma del tossal.
Els finestrals que queden són atrompetats i, a jutjar per les ruïnes d'altres parets i murs, l'edifici hagué de tindre dependències annexes, conservant-se també dos torres als marges de la façana principal. Esta, encara conserva el lateral de la porta. A banda i banda hi ha dos pilastres ranurades amb seqüència iònica, sòbries i elegants. Encara es poden vore les ruïnes de la finestra central i de les finestres laterals i els ulls de les dues torres a banda i banda de la façana, així com els nínxols interiors baix el ràfel d'estil clàssic.

## Cronologia
Les restes que han arribat a fins a nosaltres d'esta ermita de la localitat de Llíria, que en principi fou dedicada als sants Bàrbara i Sebastià, es situen sobre el tossal homònim i es corresponen amb la reconstrucció que durien a terme els pares franciscans en el segle xvii, tot i que es tenen notícies d'una primera ermita que es fundaria allà per l'any 1494. Els franciscans descalços o alacantins s'havien instal·lat des de 1574 a les Fonts de Llíria, un convent que hagueren d'abandonar promptament degut a les pèssimes condicions d'higiene i habitabilitat, establint-se de manera definitiva a partir de l'any 1603 en la dita vila.
En el segle XVII l'ermita passa a ser administrada directament per la vila, durant el regnat de Felip III, convertint-se Llíria en administradora de la fàbrica de l'església i ermita de Santa Bàrbara. L'ermita es va rehabilitar en el segle XIX, quan arran de la Guerra del Francès i les Guerres Carlines fou ocupada pels diferents bàndols, quedant prou deteriorada. És llavors quan es reconstruïx l'ermita i es modifca el camí d'accés, transformant-se a més a més en viacrucis i calvari.
Al segle xx, va patir els successos de la Guerra Civil, que provocaren el seu abandonament i l'estat ruïnós en el que es troba hui en dia, deteriorant-se fins a quedar en les condicions actuals.
Desgraciadament no comptem amb una història precisa de la seua construcció, degut a la manca de documentació i a la parcialitat de les dades que s'han pogut obtindre.

## Vies d'accés
L'accés original es localitzava en el carrer de la Puríssima al centre, però en el segle XIX es va restaurar la costera en zig-zag, reconvertint-la en un Calvari o Via Crucis, segons Duran aprofitant les restauracions de l'ermita com comentàvem anteriorment, i que tingueren lloc el 1857 i 1864. El terreny on es situa és prou pedregós, partint l'actual accés del carrer de la Creu, en l'extrem occidental del poble.

## Descripció

### a) Materials de construcció
Els arcs estan fets amb rajola mentre que les parets o murs s'han fet a base del morter i s'han enlluït posteriorment. El que queda del sòl també està fet de calcària, com es poden comprovar en les poques lloses del terra que hi resten encara.

### b) Morters
El morter és de calç grassa, la pedra calcària pogué ser cuita abans en un forn, tirant-se la calcària en un forn amb arena i aigua.

### c) Fonaments
Els fonaments no són visibles.

### d) Elements de suport/sustentants/verticals
Són murs de càrrega que sostindrien les bigues, quedant els orificis on s'inserien estes. Es conserven les pilastres i l'arrancament dels arcs, possiblement de mig punt, en rajola lluïda. A més a més, es conserven les llindes de les portes, totes arquitravades i de rajola.

### e) Elements de coberta/sustentats/horitzontals
Queda part de la cornisa a rajola massissa, però de la coberta no queda res, seria de fusta i a dos aigües per les marques de les bigues i la forma en què estan disposades.

### f) Revestiment, decoracions
Els murs estan lluïts amb adob (fang). Les portes sí que estan en llindes de rajola i trobem amb taulell la representació de la Santa.

### g) Estat de conservació: patologies observades
La primera ermita de finals del segle XV "deuria ser de nau única, arcs en diafragma i coberta a dos aigües" Tanmateix, actualment sols es mantenen en peu alguns dels seus paraments i murs de les dependències annexes. De la seua façana encara es conserva l'entrada limitada per dos pilastres juntament amb les dos torres que la franquejaven. El primer temple seguiria l'estil renaixentiste, sent de nau única i mesurants uns 10x20m, amb un ampli presbiteruà i dependències annexes, de les que encara queden vestigis. L'edifici està molt deteriorat, podent-se considerar en estat de runa. No obstant, la costera del viacrucis, que dona accés a l'ermita de Santa Bàrbara fou pavimentada en l'any 2007. Abans d'esta data, el camí era de terra i pedres i després de les fortes pluges de setembre quedava en moltes ocasions ple de clots. La millora de l'accessibilitat per a moltes persones va ser potent en este cas.